# Kuba i olympiska sommarspelen 1952
Kuba deltog med 29 deltagare vid de olympiska sommarspelen 1952 i Helsingfors. Ingen av landets deltagare erövrade någon medalj.